# Jaime Pujiula
Jaime Pujiula Dilmé (Besalú, 22 de agosto de 1869-Barcelona, 15 de diciembre de 1958) fue un jesuita y biólogo español. Sus investigaciones se especializaron en citología, histología y en embriología.

## Biografía
Nacido el 22 de agosto de 1869 en la localidad gerundense de Besalú, ingresó en la Compañía de Jesús en 1887. Tras completar su formación en Teología en Alemania fue destinado como profesor de Historia Natural al Colegio de San José, en Valencia. Posteriormente, fue enviado a varios centros del Centro de Europa para especializarse en ciencias biológicas. Tras pasar por las universidades de Innsbruck, Trieste y el Instituto Embriológico de Viena, regresó a España en 1910 y fundó el Laboratorio Biológico del Ebro. En 1916, el centro fue trasladado a Barcelona, donde tomó el nombre de Instituto Biológico de Sarriá. Ostentó el cargo de director del mismo hasta su muerte en 1958, el día 15 de diciembre, en Barcelona. Fue miembro de la Real Academia de Medicina de Barcelona y, entre 1925 y 1928, fue presidente de la Institución Catalana de Historia Natural.
Vitalista católico, sus líneas de investigación abarcaron todas las áreas de la biología, pero fue un consumado embriólogo. Se especializó en embriología comparada, un arma que utilizó vehementemente contra el transformismo evolucionista.

## Obras
- Pujiula, Jaime (2007). Elementos de embriología del hombre y demás vertebrados. Clipmedia Edicions. ISBN 978-84-612-1081-7.
- — (1960). El médico ante los derechos del no nacido. Editorial Casals. ISBN 978-84-218-0052-2.
- — (1960). Manual completo de Biología moderna. Editorial Casals. ISBN 978-84-218-0026-3.
- — (1957). Citología. Parte práctica. Editorial Casals. ISBN 978-84-218-0054-6.
- — (1954). Citología. Parte teórica. Editorial Casals. ISBN 978-84-218-0055-3.
- — (1948). La Naturaleza, maestra del hombre. Editorial Casals. ISBN 978-84-218-0029-4.
- — (1941). Embriología. Bailly Bailliere. ISBN 978-84-7027-034-5.
- — (1936). Histología, Fisiología y anatomía microscópica humana y animal. Editorial Casals. ISBN 978-84-218-0053-9.
- — (1930). Trayectorias embriológicas. Editorial Casals. ISBN 978-84-218-0051-5.